# Бразильские мученики
Бразильские мученики или Наталские мученики (порт. Santos Mártires de Cunhaú e Uruaçú) — группа из 30 католиков колониальной Бразилии — в том числе два священника — ставшие жертвами резни, которую учинила большая группа голландских кальвинистов. Один священник был бразильским миссионером-иезуитом, другой — проповедником, а все остальные — католиками-мирянами, некоторые из них дети.

## История
Регион Натал был колонизирован португальскими католиками, однако голландские кальвинисты вскоре захватили власть и стали распространять антикатолические настроения, преследуя католиков. Несмотря на это, некоторые священники приехали поддержать оставшихся католиков.
Андре де Соверал родился в Бразилии в 1572 году, вступил в орден иезуитов 1593 году. Изучал латынь и богословие в Баии. Впервые приехал в Риу-Гранди-ду-Норти в 1606 году и учил туземцев катехизису. В 1614 году был приходским священником в Куньяу.
16 июля 1645 года в часовне Богоматери Свечей на мессу де Соверала собралось 69 человек. Незадолго до обряда Евхаристии голландские солдаты атаковали часовню и убили де Соверала и его товарища — Домингуша Карвалью — и других.
3 октября 1645 года вооружённые туземцы вместе с голландцами под предводительством радикального кальвиниста Антонио Параопабы зарубили 28 человек, включая детей и одного священника. Матеуш Морейра — одна жертв резни — закричал перед смертью: «Хвала Святому Таинству».

## Список католических мучеников
Убитые 16 июля 1645 года

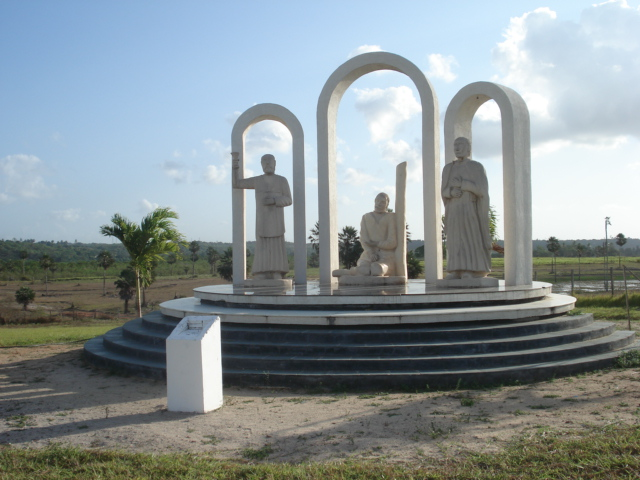
Памятник мученикам в Сан-Гонсалу-ду-Амаранти, Риу-Гранди-ду-Норти, Бразилия.

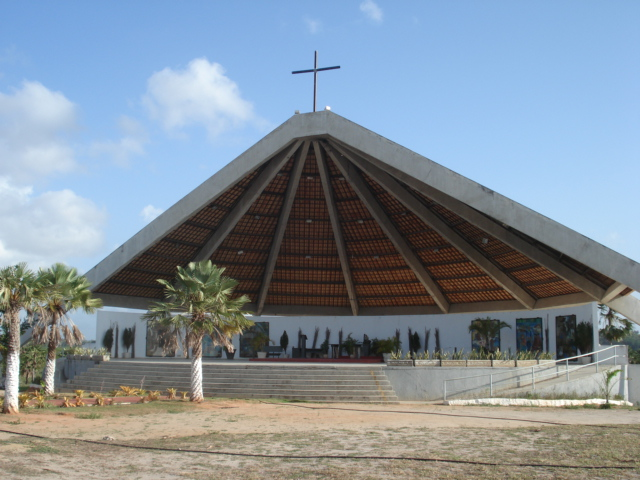
Посвящённая мученикам часовня в Сан-Гонсалу-ду-Амаранти, Риу-Гранди-ду-Норти, Бразилия.

- св. Андре (Андрей) де Соверал (род. 1572) — священник-иезуит[5]
- св. Домингуш (Доминик) Карвалья

Убитые 3 октября 1645 года
- св. Амбросиу (Амвросий) Франсиску (Франциск) Ферру — священник
- св. Антониу (Антоний) Вилела с дочерью
- св. Жозе (Иосиф) ду Порту
- св. Франсиску (Франциск) де Бастус
- св. Диогу (Дидак или Иаков) Перейра
- св. Жуан (Иоанн) Лостан Наварру
- св. Антониу (Антоний) Вилела Сид
- св. Эстеван (Стефан) Машаду де Миранда с двумя дочерьми
- св. Висенте (Викентий) де Соуза Перейра
- св. Франсиску (Франциск) Мендес Перейра
- св. Жуан (Иоанн) да Силвейра
- св. Симан (Симон) Коррейя
- св. Антониу (Антоний) Барашу
- св. Матеуш (Матфей) Морейра
- св. Жуан (Иоанн) Мартинш с семью спутниками
- св. Мануэл (Мануил) Родригес де Моура с женой
- св. дочь Франсиску (Франциск) Диаса

## Прославление
Причислены к лику блаженных 5 марта 2000 года папой Иоанном Павлом II. 23 марта 2017 года папа Франциск в присутствии двадцати кардиналов издал указ о канонизации мучеников Натала без необходимого для этого чуда. Причислены к лику святых 15 октября 2017 года вместе с мучениками Тласкалы.
День памяти — 3 октября.